# 일목균형표
일목균형표(一目均衡表)는 주식 기술적 분석 방법의 차트 분석법 중 하나이다.  '일목산인'(一目山人)이라는 필명을 가진 일본 기자 호소다 고이치(1898년~1982년)가 1935년에 개발하였다.

## 개요
일목균형표는 시간론, 시세폭, 형보, 스팬 등으로 구성된다. 균형표에서 스팬이 유명하지만, 균형표에서 가장 첫째는 시간관계이다.

## 특징
주식시장에서 매수와 매도의 균형이 무너진 방향으로 가격이 움직인다는 생각에 근거한다. 또한 변화가 일어나는 시기를 추측하는 의미에서 시간을 중시하는 점도 특징이다.